# Фибринолизин
Фибринолизин — компонент крови человека, который получают при ферментативной активации трипсином профибринолизина плазмы крови. Фибринолизин относится к средствам, влияющим на свертываемость крови и является физиологическим компонентом естественной противосвертывающей системы организма. Механизм действия фибринолизина связан с способностью расщеплять нити фибрина. 
Фибринолизин получают из плазмы крови крупного рогатого скота или благодаря определённым бактериям. Фибринолизин используется исключительно вместе с ферментом  дезоксирибонуклеазы, которая получается из бычьей поджелудочной железы.